# 日本关公蟹
日本关公蟹（学名：Dorippe japonica）为关公蟹科关公蟹属的动物。分布于日本、朝鲜、台湾岛以及中国大陆的广西、广东、福建、浙江、江苏、山东、辽东湾、辽东半岛等地，生活环境为海水，多见于潮间带及近岸水深20-130米的泥沙底。其生存的海拔范围为-130至-20米。